# Führungskontinuum
Das Führungskontinuum ist ein 1958 von Robert Tannenbaum und Warren H. Schmidt entwickeltes Führungsmodell. Sie erstellten eine siebenstufige Typologie alternativer Führungsstile anhand des Kriteriums der Partizipation in Entscheidungssituationen. Die beiden Autoren betrachten dabei die von Kurt Lewin entwickelten Führungsstile autoritär und demokratisch als die beiden Pole eines Kontinuums und fügen zwischen diesen Extrempunkten fünf Abstufungen ein.

## Sieben Führungsstile
Entscheidungsspielraum: Vorgesetzter versus Mitarbeiter
- autoritär: Vorgesetzter entscheidet allein und ordnet an
- patriarchalisch: Vorgesetzter ordnet an und begründet seine Entscheidung
- konsultativ: Vorgesetzter entscheidet vorläufig, holt Meinungen ein und entscheidet endgültig
- beratend: Vorgesetzter schlägt Ideen vor und gestattet Fragen, Vorgesetzter entscheidet
- partizipativ: Vorgesetzter zeigt das Problem auf, die Gruppe schlägt Lösungen vor, Vorgesetzter entscheidet
- delegativ: Vorgesetzter zeigt das Problem auf und legt den Entscheidungsspielraum fest, Gruppe entscheidet
- demokratisch: Gruppe entscheidet autonom, Vorgesetzter ist Koordinator

## Ziel
Diese Theorie versucht zu erklären, welches Verhalten einer Führungskraft in verschiedenen Situationen zum Erfolg führt (sog. situative Verhaltenstheorie). Im Gegensatz zu den sog. Eigenschaftstheorien geht es hier um konkrete Führungsverhaltensweisen.

## Situative Einflussfaktoren
Tannenbaum und Schmidt arbeiten in weiterer Folge die wichtigsten situativen Faktoren heraus, die bei der Wahl des richtigen Führungsverhaltens von Bedeutung sind:
Charakteristika des Vorgesetzten
- sein Wertsystem
- sein Vertrauen in die Mitarbeiter
- seine Führungsqualitäten
- das Ausmaß an Sicherheit, das er in der bestimmten Situation empfindet

Charakteristika der Mitarbeiter
- Ausmaß an Erfahrung in der Entscheidungsfindung
- ihre fachliche Kompetenz
- ihr Engagement für das Problem
- ihre Ansprüche hinsichtlich beruflicher und persönlicher Entwicklung

Charakteristika der Situation
- Art der Organisation
- Eigenschaften der Gruppe
- Art des Problems
- zeitlicher Abstand zur Handlung

Abhängig von den gegebenen Konstellationen dieser einzelnen Charakteristika ist jeweils ein anderer Führungsstil anzuwenden.
Ein Führender ist dann erfolgreich, wenn es ihm gelingt, die verschiedenen situativen Einflussfaktoren realistisch einzuschätzen und sein Führungsverhalten entsprechend darauf einstellt.

## Bewertung
Die Autoren zeigen die verschiedenen Führungsstile auf und bringen diese in eine logische Ordnung. Sie gehen von in der Realität zu beobachtendem Führungsverhalten aus, die Theorie entspricht daher stark dem Alltagsverständnis. Die Führungskontinuum-Theorie hat insbesondere in der amerikanischen Führungsliteratur großen Stellenwert erlangt.

## Kritik
Es wird nur ein Verhaltensmerkmal der Führung, die Partizipation, berücksichtigt (sog. eindimensionaler Zugang).